# Grevelingen
Grevelingen este o arie protejată (arie specială de conservare — SAC, sit de importanță comunitară — SCI, arie de protecție specială avifaunistică — SPA) din Țările de Jos întinsă pe o suprafață de 13.753 ha, integral pe uscat.

## Localizare
Centrul sitului Grevelingen este situat la coordonatele 51°44′32″N 3°59′31″E / 51.7421°N 3.9919°E.

## Înființare
Situl Grevelingen a fost declarat sit de importanță comunitară în iulie 1998 pentru a proteja 1 specie de plante și 41 de specii de animale. Alte tipuri de protecție:
- arie de protecție specială avifaunistică (în martie 2000)[2]
- arie specială de conservare (în septembrie 2013)[1][3][4]

## Biodiversitate
Situată în ecoregiunea atlantică, aria protejată conține 7 habitate naturale: Salicornia și alte specii anuale care populează regiunile mlăștinoase și nisipoase, Pășuni atlantice udate de apa mării (Glauco-Puccinellietalia maritimae), Dune de coastă fixe cu vegetație erbacee („dune gri”), Dune cu Hyppophaë rhamnoides, Dune cu Salix repens ssp. argentea (Salicion arenariae), Depresiuni intradunale umede, Liziere de ierburi înalte hidrofile de câmpie și de nivel montan până la alpin.
La baza desemnării sitului se află mai multe specii protejate:
- plante (1): moșișoare (Liparis loeselii)
- păsări (38): rață sulițar (Anas acuta), rață lingurar (Anas clypeata), rață pitică (Anas crecca), rață fluierătoare (Anas penelope), rață mare (Anas platyrhynchos), rață pestriță (Anas strepera), gârliță mare (Anser albifrons), gâscă cenușie (Anser anser), pietruș (Arenaria interpres), Branta bernicla, Branta leucopsis, Bucephala clangula, fugaci de țărm (Calidris alpina), prundăraș de sărătură (Charadrius alexandrinus), prundaș gulerat mare (Charadrius hiaticula), erete de stuf (Circus aeruginosus), Cygnus columbianus bewickii, egretă mică (Egretta garzetta), șoim călător (Falco peregrinus), lișiță (Fulica atra), scoicar (Haematopus ostralegus), sitar de mal nordic (Limosa lapponica), Mergus serrator, culic mare (Numenius arquata), cormoran mare (Phalacrocorax carbo), lopătar (Platalea leucorodia), ploier auriu (Pluvialis apricaria), ploier argintiu (Pluvialis squatarola), corcodel-urechiat (Podiceps auritus), corcodel mare (Podiceps cristatus), corcodel-cu-gât-negru (Podiceps nigricollis), ciocântors (Recurvirostra avosetta), chiră mică (Sterna albifrons), chiră de baltă (Sterna hirundo), chiră de mare (Sterna sandvicensis), corcodel mic (Tachybaptus ruficollis), călifar alb (Tadorna tadorna), fluierarul cu picioare roșii (Tringa totanus)
- mamifere (3): Halichoerus grypus, Microtus oeconomus arenicola, focă obișnuită (Phoca vitulina)